# Christian Lavieille

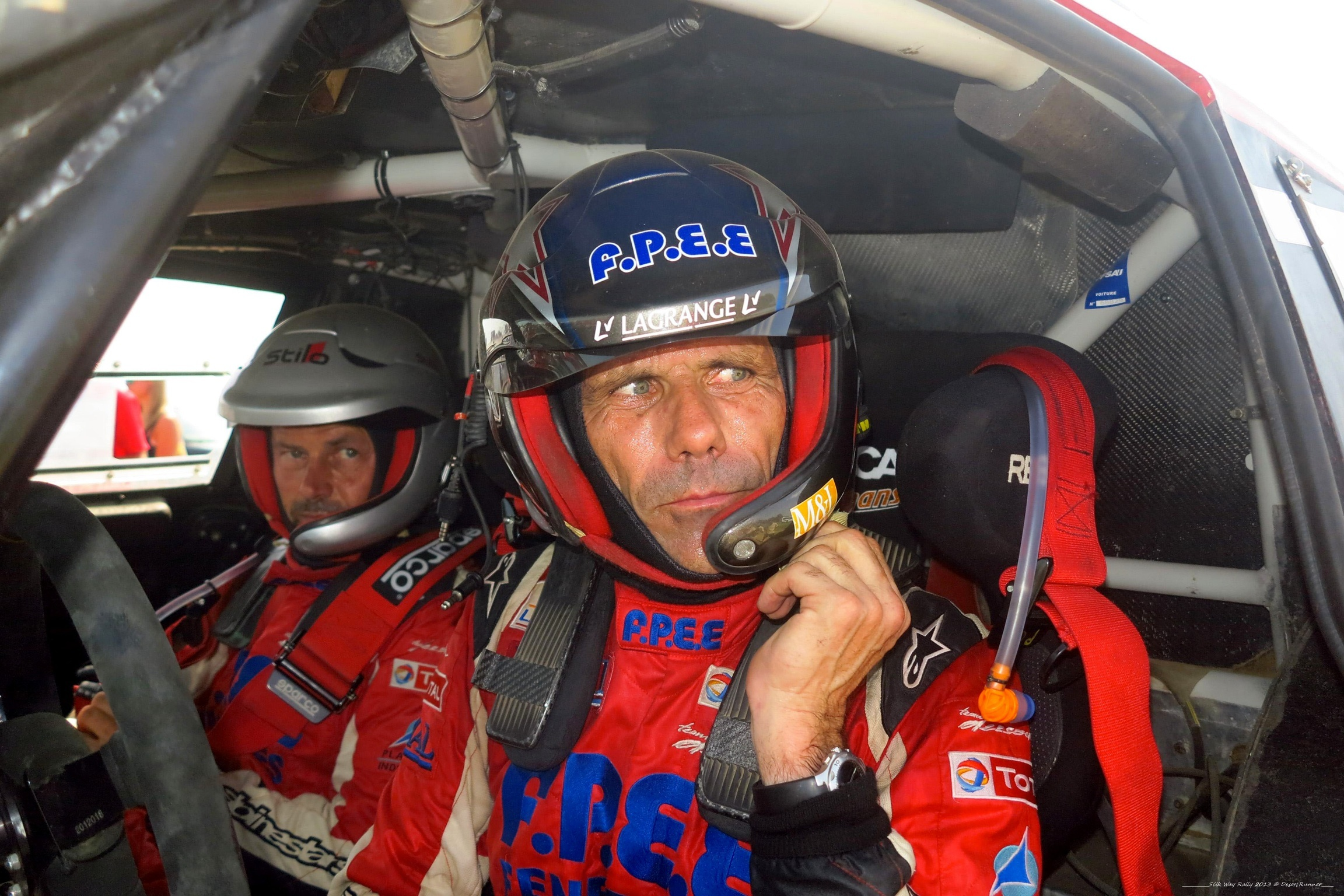
Christian Lavieille 2013

Christian Lavieille (* 16. Dezember 1965 in Villefranche-sur-Saône) ist ein französischer Motorradrennfahrer und Rallyefahrer.

## Karriere
Lavieille fuhr ab 1988 in der Superbike-Weltmeisterschaft und konnte in den Saisons 1990, 1991, 1993 und 1997 Weltmeisterschaftspunkte sammeln. Die Höhepunkte seiner Karriere waren die Siege beim 24-Stunden-Rennen Bol d’Or in den Jahren 1996, 1999 und 2001. Seine letzten beiden Siege gelangen ihm im Suzuki-Langstrecken-Team. Beim 24-Stunden-Motorradrennen von Le Mans wurde er 1994 und 2000 Zweiter. In den späten 1990er-Jahren erzielte er stets vordere Platzierungen bei der Motorrad-Langstrecken-Weltmeisterschaft, die er 1998, 2001 und 2002 gewinnen konnte.
Lavieille war kurzzeitig auch im GT-Sport aktiv. Er nahm von 2001 bis 2002 im Porsche 996 GT3-RS an der FIA-GT-Meisterschaft teil. 2003 bestritt er im Seat Toledo des 24-Stunden-Rennen von Spa-Francorchamps. Bei dem 24-Stunden-Rennen von Le Mans wurde er 2002 und 2004 auf einem Porsche jeweils Fünfter in der GT-Wertung.
Im Jahr 2003 nahm Lavieille erstmals an der Rallye Dakar teil und bestreitet seit 2004 im Dessoude-Team regelmäßig Marathonrallyes. Seit 2007 besitzt er einen Nissan Navara des ehemaligen Nissan-Werksteams. Noch im gleichen Jahr wurde er Zweiter bei der Rallye Tunesien und gewann die Pharaonen-Rallye. 2008 konnte er seinen Erfolg bei der Pharaonen-Rallye wiederholen. Die Rallye Tunesien beendete er auf dem dritten Platz. Lavieille wurde zudem Gesamtsieger der Transsyberia Rallye auf einem Porsche Cayenne. Großes Pech hatte er hingegen auf der sechsten Etappe der Rallye Dakar 2009, da ihm sein Fahrzeug abbrannte.

## Statistik

### Le-Mans-Ergebnisse
| Jahr | Team                  | Fahrzeug           | Teamkollege | Teamkollege      | Platzierung |
| ---- | --------------------- | ------------------ | ----------- | ---------------- | ----------- |
| 2002 | Luc Alphand Aventures | Porsche 996 GT3 RS | Luc Alphand | Olivier Thévenin | Rang 24     |
| 2004 | Luc Alphand Aventures | Porsche 996 GT3 RS | Luc Alphand | Philippe Alméras | Rang 16     |